# بوجانگای برنزه
بوجانگای برنزه (نام علمی: Dicrurus aeneus) نام یک گونه از تیره بوجانگا است.

## نگارخانه

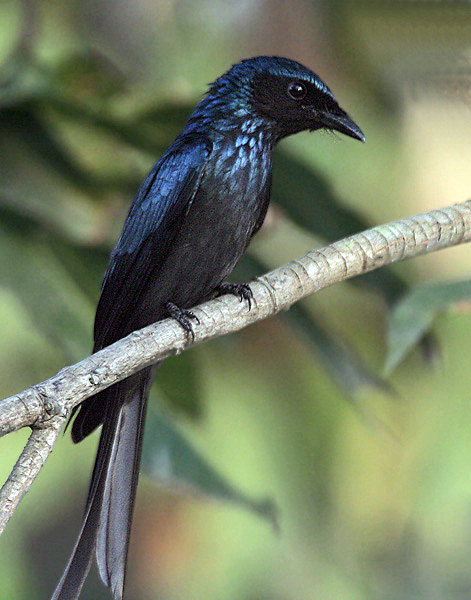
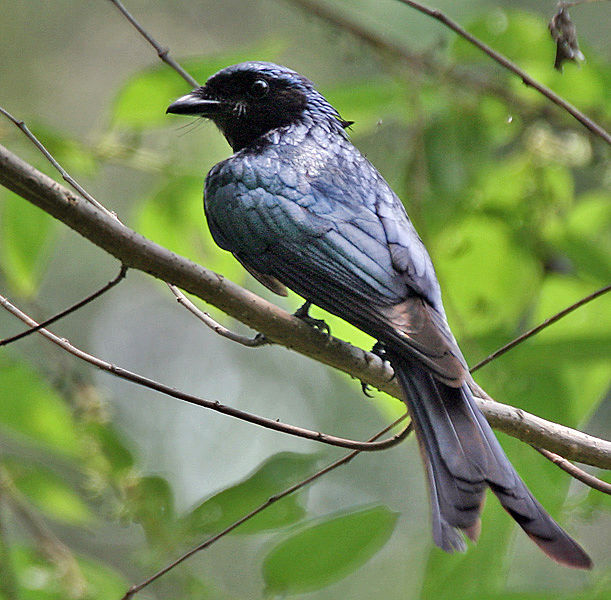
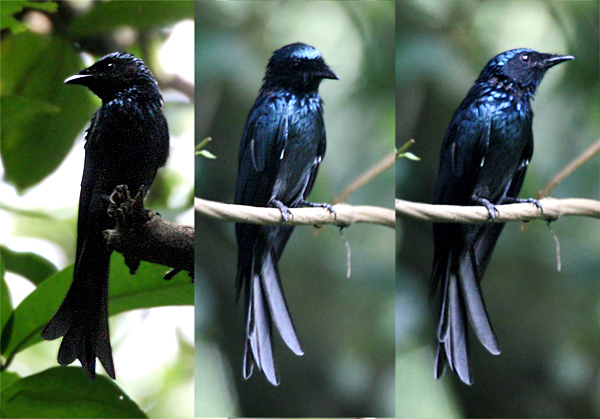